# Öttusa az 1988. évi nyári olimpiai játékokon
Az 1988. évi nyári olimpiai játékokon az öttusában két versenyszámban avattak olimpiai bajnokot.

## Éremtáblázat
(Magyarország eltérő háttérszínnel, az egyes számoszlopok legmagasabb értéke vagy értékei vastagítással kiemelve.)
| Az 1988. évi nyári olimpiai játékok éremtáblázata öttusában | Az 1988. évi nyári olimpiai játékok éremtáblázata öttusában | Az 1988. évi nyári olimpiai játékok éremtáblázata öttusában | Az 1988. évi nyári olimpiai játékok éremtáblázata öttusában | Az 1988. évi nyári olimpiai játékok éremtáblázata öttusában | Olimpia  |
| ----------------------------------------------------------- | ----------------------------------------------------------- | ----------------------------------------------------------- | ----------------------------------------------------------- | ----------------------------------------------------------- | -------- |
|                                                             | Ország                                                      | Arany                                                       | Ezüst                                                       | Bronz                                                       | Összesen |
| 1.                                                          | Magyarország (HUN)                                          | 2                                                           | 0                                                           | 0                                                           | 2        |
|                                                             |                                                             |                                                             |                                                             |                                                             |          |
| 2.                                                          | Olaszország (ITA)                                           | 0                                                           | 2                                                           | 0                                                           | 2        |
|                                                             |                                                             |                                                             |                                                             |                                                             |          |
| 3.                                                          | Szovjetunió (URS)                                           | 0                                                           | 0                                                           | 1                                                           | 1        |
| 3.                                                          | Nagy-Britannia (GBR)                                        | 0                                                           | 0                                                           | 1                                                           | 1        |
|                                                             |                                                             |                                                             |                                                             |                                                             |          |
| Összesen                                                    | Összesen                                                    | 2                                                           | 2                                                           | 2                                                           | 6        |

## Érmesek
| Az 1988. évi nyári olimpiai játékok érmesei öttusában |                                                                     |        |                                                                        |        |                                                                            |        |
| Versenyszám                                           | Arany                                                               | Arany  | Ezüst                                                                  | Ezüst  | Bronz                                                                      | Bronz  |
| egyéni                                                | Martinek János · Magyarország (HUN)                                 | 5404   | Carlo Massullo · Olaszország (ITA)                                     | 5379   | Vahtang Iagorasvili · Szovjetunió (URS)                                    | 5367   |
| csapat                                                | Magyarország (HUN) · Martinek János · Mizsér Attila · Fábián László | 15 886 | Olaszország (ITA) · Carlo Massullo · Daniele Masala · Gianluca Tiberti | 15 571 | Nagy-Britannia (GBR) · Richard Phelps · Dominic Mahony · Graham Brookhouse | 15 276 |

## Magyar szereplés
- Martinek János: 1. hely, 5404 pont
- Mizsér Attila: 4. hely, 5281 pont
- Fábián László: 7. hely, 5201 pont
- Csapat: 1. hely, 15 886 pont